# Драйштерн
Дра́йштерн или Тши-Гве́зды (нем. Dreistern; в.-луж. Tři Hwězdy) — деревня в Верхней Лужице, Германия. Входит в состав коммуны Гёда района Баутцен в земле Саксония. Подчиняется административному округу Дрезден.

## География
Соседние деревни: на севере — деревни Блогашецы и Слона-Боршч (в городских границах Баутцена), на востоке — деревни Ратарецы и Счиецы (в настоящее время обе — в городской черте Будишина), на юге — деревни Горня-Брощ и Мала-Борщ и на западе — деревня Нове-Блогашецы.

## История
Деревня образовалась во времена ГДР после административного отделения от деревни Мала-Борщ. С 1974 года входит в современную коммуну Гёда. По состоянию на 2011 год в ней проживало 41 человека.
В настоящее время деревня входит в состав культурно-территориальной автономии «Лужицкая поселенческая область», на территории которой действуют законодательные акты земель Саксонии и Бранденбурга, содействующие сохранению лужицких языков и культуры лужичан.

## Население
Официальным языком в населённом пункте, помимо немецкого, является также верхнелужицкий язык.
| 2011 | 2016 |
| ---- | ---- |
| 41   | 38   |